# 古高俊太郎

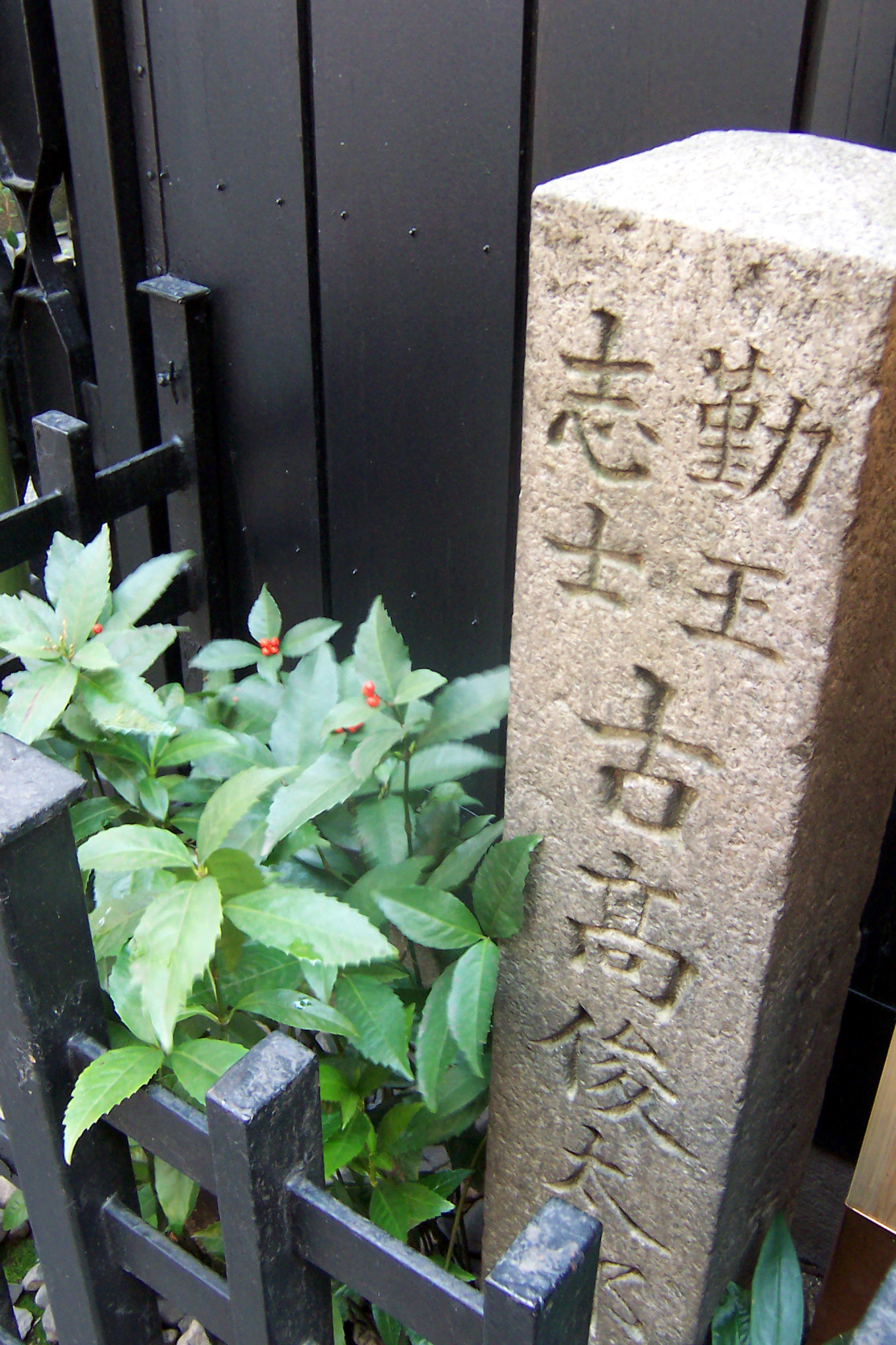
古高俊太郎邸跡（京都市下京区西木屋町四条上る）

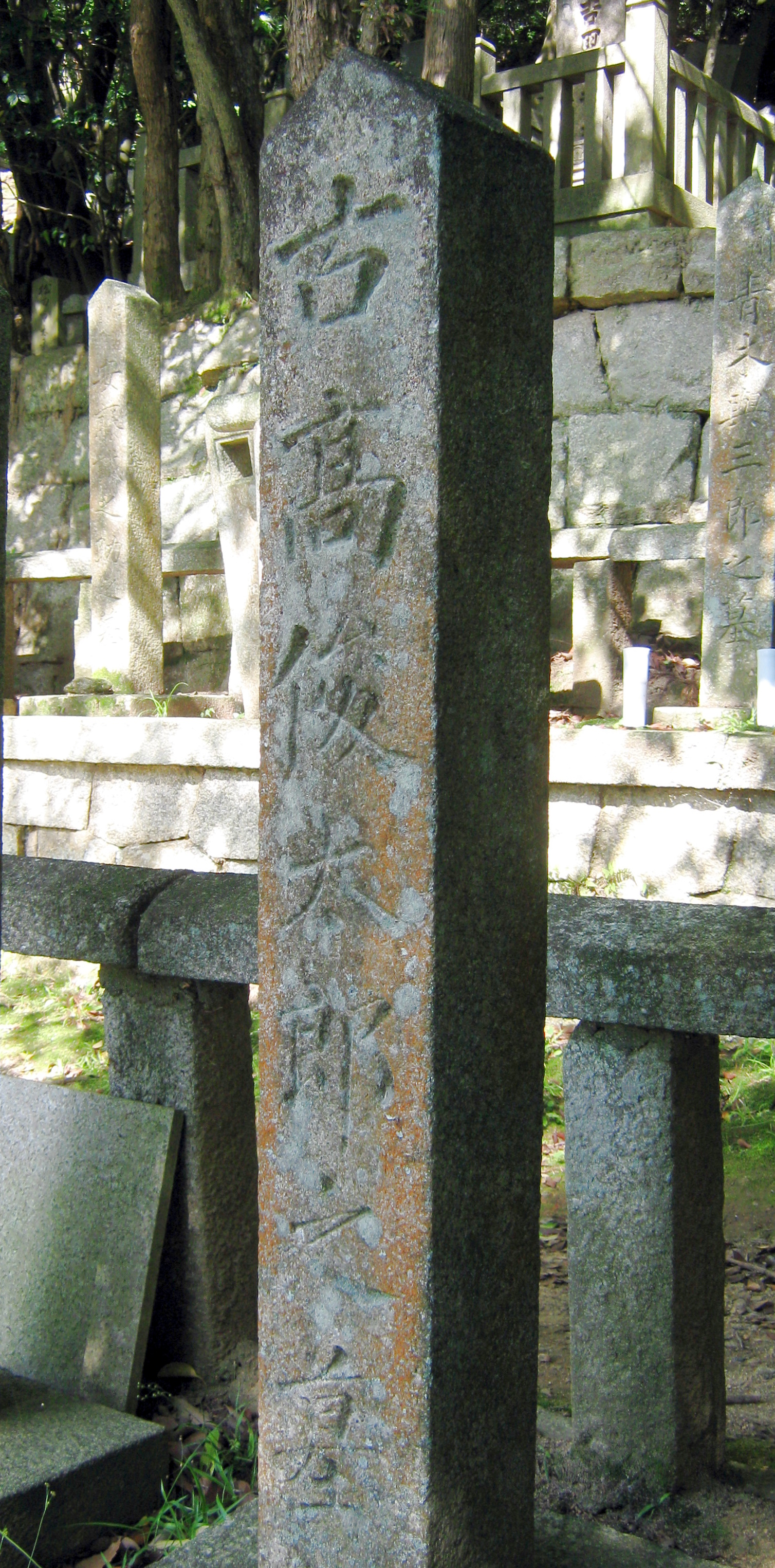
古高俊太郎の墓、霊山護国神社、京都市左京区

古高 俊太郎（ふるたか しゅんたろう、文政12年4月6日（1829年5月8日） - 元治元年7月20日（1864年8月21日）は、江戸時代末期（幕末）の攘夷派の志士。諱は正順（まさより）。変名、湯浅喜右衛門。

## 生涯
文政12年（1829年）4月6日、大津代官所の手代・古高周蔵の子として誕生。母は公家の広橋家家来の娘・松本すみ。近江国栗太郡古高村（現・滋賀県守山市）出身。
弘化2年（1845年）、父・周蔵が大津代官所を辞職し、京都へ移住した際、同行したとみられる。その後、弘化4年（1847年）より周蔵は山科毘沙門堂門跡に仕え、安政6年（1859年）に周蔵が死去した後、自身も山科毘沙門堂門跡に仕える。尊皇攘夷を唱える梅田雲浜に弟子入りした。文久2年（1862年）閏8月14日、京都河原町四条上ル東で筑前福岡藩黒田家御用達・枡屋を継ぎ、枡屋喜右衛門を名乗る。古道具、馬具を扱いながら早くから宮部鼎蔵らと交流し、有栖川宮との間をつなぐなど長州間者の大元締として諸大名や公家の屋敷に出入りし情報活動と武器調達にあたった。
しかし、元治元年6月5日（1864年7月8日）、新選組に踏み込まれ捕縛される。武器弾薬を押収され、諸藩浪士との書簡や血判書が発見された。壬生屯所前川邸の蔵で局長・近藤勇、副長・土方歳三から直々に厳しい取調べを受けた。2階から逆さ吊りにされ足の甲から五寸釘を打たれ、貫通した足の裏の釘に百目蝋燭を立てられ火をつけられる等の過酷な拷問を受け、自白。その内容は八月十八日の政変後、京を追われた長州人らが6月下旬の強風の日を選んで御所に火を放ち佐幕派公卿の中川宮を幽閉し京都守護職の松平容保以下佐幕派大名を殺害し、天皇を長州へ連れ去ろうとするものだった。すでに計画実行の志士が多数上洛、潜伏しており近々市中で同志の集会があることも判明し、これを阻止したのが池田屋事件である。
ただし、計画の内容は古高が拷問を受けて発言した以外の客観的な証拠が乏しく、捏造もしくは誇張であるとも言われる。また、古高について記された日記には自白内容が記されていないことから、彼が自白したのは自身の本名のみという説もある。
その後、六角獄舎に収容されたが、7月20日（8月21日）の禁門の変の際に生じたどんどん焼けで獄舎近辺まで延焼、火災に乗じて逃亡することを恐れた役人により、未決囚のまま他の囚人とともに斬首された。享年36。
明治24年（1891年）、正五位を追贈された。